# Mk 41 (пускова установка)
Mk 41 (Mark 41 Vertical Launching System) е унифицирана корабна американска установка за вертикален пуск за управляеми ракети. Използва се на корабите от ВМС на САЩ и други страни за изстрелване на ракети „Стандарт“ SM-2, SM-3 и SM-6, ASROC, „Сий Спароу“, ESSM и „Томахоук“.

## Проектиране
Разработката на УВП Mk41 от американската компания „Мартин Мариета“ започва през 1973 г. по поръчка на ВМС на САЩ. Необходимостта от разработката ѝ се диктува от ограничените възможности на релсовите и контейнерните ПУ на ракетите, такива като: ниска скорострелност; недостатъчна живучест; ограничен боекомплект, както по количество, така и по номенклатура; ограничен сектор на обстрел.
Първите изпитания на системата са проведени през 1978 г., на въоръжение тя е приета през 1986 г. Всяка установка се състои от 8 или 4 модула, за 8 контейнера всеки. Във всяка установка има хидравличен кран, заемащ място за 3 контейнера. Така, във всяка установка за оръжието са отделени 61 или 29 контейнера. Ракетите се намират в стоманени контейнери, където са поставяни още в бреговия арсенал и не изискват проверка на кораба. Във всеки от модулите може едновременно да се провежда предстартова подготовка на 2 ракети, темпът на пусковете е 1 ракета за секунда от една ПУ. Боекомплектът може да включва КР „Томахоук“, различни модификации ЗУР „Стандарт“ и ПЛУР ASROC. Освен това е създаден специален контейнер, вместяващ 4 ракет „Сий Спароу“/ESSM вместо една, както е при ракетите от другите типове.
Към най-важните преимущества на УВП Mk41 се отнасят големия боезапас, възможността от широко вариране в номенклатурата на боезапаса, висок темп на стрелба, възможност за попълване на боезапаса в открито море.
При разработката на системата се предполага да се подсигури презареждането на боезапаса при вълнение на морето до 5 бала, с темп до 10 контейнера в час. В условията на реална експлоатация вълнението е ограничено до 3 бала, а скоростта е 3 – 4 контейнера в час, което поставя под съмнение осъществимостта на този процес в бойни условия.
Съществуват 4 модификации УВП Mk41: Mk41 Mod 0, Mk41 Mod 1, Mk41 Mod 2, Mk41 Mod 3. Последната модификация се произвежда само за експорт, съдържа 32 ЗУР „Сий Спароу“/ESSM и няма кран. Разхерметизирането на контейнера с ракетата и отварянето на капака му се осъществява непосредствено при пуска за сметка на тягата от маршевия или стартовия двигател на ракетата.

## Производство
Освен „Мартин-Мариета“, занимаваща се с производството на установките в частните заводи на „Аеро енд навал системс“ в Балтимор, щата Мериленд (основен обем на производството), и „Мартин-Орландо“ в Орландо, щата Флорида (изходно производство, допълнителна производствена линия), с производството на установките се занимава компанията „Нортън орднанс“ (филиал на корпорацията „Еф-ем-си“) в държавния Минеаполиски оръжеен завод от промишления резерв на флота в щата Минесота.

## Носители
- САЩ – Експериментален кораб „Нортън Саунд“ (утилизиран)
- САЩ – Ракетни крайцери тип „Тикондерога“ (заочвайки от шестия кораб, CG-52)
- САЩ – Разрушители тип „Спрюенс“
- САЩ – Разрушители тип „Арли Бърк“
- Австралия – Фрегати тип „Анзак“
- Нова Зеландия – Фрегати тип „Анзак“
- Австралия – Фрегати тип „Аделаида“
- Австралия – Разрушители тип „Хобарт“
- Германия – Фрегати тип „Бранденбург“
- Германия – Фрегати тип „Саксония“
- Нидерландия – Фрегати тип „Де Зевен Провинсен“
- Дания – Фрегати тип „Ивер Хютфелд“
- Испания – Фрегати тип „Алваро де Базан“
- Канада – Разрушители тип „Ирокез“
- Норвегия – Фрегати тип „Фритьоф Нансен“
- Полша – Корвети тип „Гаврон“
- Турция – Фрегати тип „Салих Реис“
- Южна Корея – Разрушители тип KDX-II
- Южна Корея – Разрушители тип KDX-III
- Япония – Разрушители тип „Мурасаме“
- Япония – Разрушители тип „Таканами“
- Япония – Разрушители тип „Акидзуки“
- Япония – Разрушители тип „Конго“
- Япония – Разрушители тип „Атаго“

## Галерия
- Носовата УВП MK41 на крайцера CG-56 „Сан Джасинто“
- Кърмовата УВП MK41 на крайцера CG-70 „Лейк Ери“
- Оглед на УВП MK41 на крайцера CG-66 „Хю Сити“
- Оглед на УВП MK41 на разрушителя DDG-62 „Фицджералд“
- Пуск на ракета „Томахоук“ от УВП MK41 на разрушителя DDG-104 „Стерет“
- Пуск на ракета „Томахоук“ от УВП MK41 на разрушителя DDG-104 „Стерет“
- Пуск на ракета „Томахоук“ от УВП MK41 на разрушителя DDG-104 „Стерет“
- Пуск на ракета „Стандарт“ SM-2 от УВП MK41 на разрушителя DDG-77 „О'Кейн“
- Поставяне на контейнер в УВП MK41 на разрушителя DDG-85 „Маккемпбъл“
- Техническо обслужване на УВП MK41 на крайцера CG-56 „Сан Джасинто“
- Монтаж на модули на УВП MK41
- Монтаж на модули на УВП MK41
- Пуск на ракета от УВП MK41. Схема на руски
- Типове контейнери, използвани в УВП MK41. На руски
- УВП MK41 на фрегатата „Сидни“

## Коментари
1. ↑  Буквите показват принадлежността към определен класː ВВ – линкор, СС, CL, СА – съответно линеен, лек или тежък крайцер, CV – самолетоносач, DD – разрушител, SS – подводница и т.н.